# Fe 4/4 - De 4/4
Les Fe 4/4, De 4/4 dès 1963 sont des anciennes locomotives électriques des Chemins de fer fédéraux suisses dont la 1679 est actuellement la seule conservée.

## Historique et description

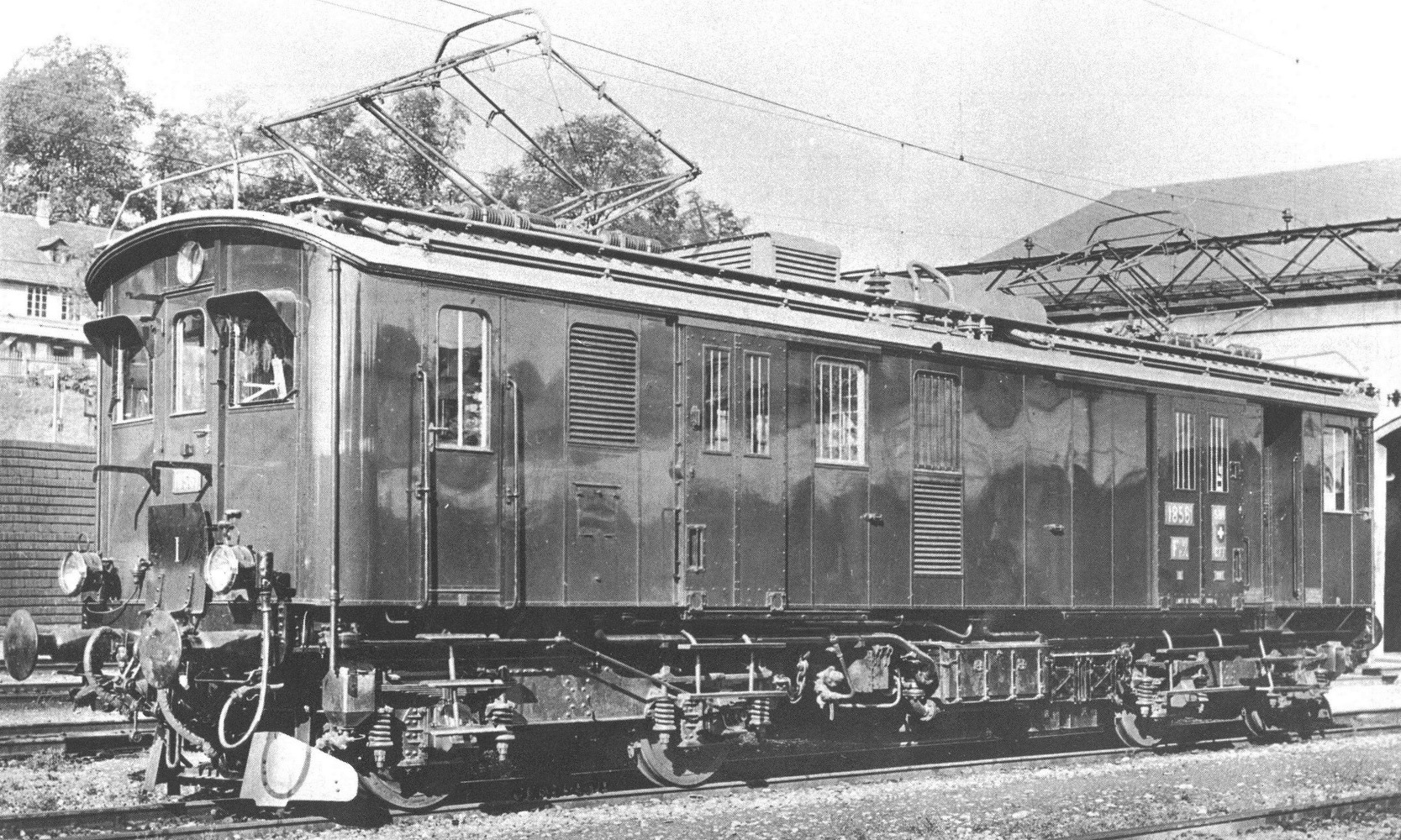
Une des premières Fe 4/4, 1930

Au milieu des années 1920, les CFF, recherchant un véhicule de traction léger, commandent 24 fourgons automoteurs, adaptés aux trains de voyageurs et de marchandises légers, de construction de caisses en bois qui seront livrées entre 1927 et 1928.
La partie électrique est réalisée par SAAS, alors que les parties mécaniques sont exécutées par SWS et SIG.
En 1930, les automotrices 18501 à 18508 sont modifiées avec une nouvelle transmission et équipées d'un frein électrique de récupération. Elles sont utilisées sur la ligne du Ligne du Seetal. En 1939, les Fe 18509 à 18511 sont utilisées dans la Vallée de Joux et Ligne Vevey – Puidoux-Chexbres. Cette même année, les CFF reprennent la vingt-cinquième machine, construite par Machinenfabrik Oelinkon (MFO), numérotée 18561.
À partir de 1948, les Fe 4/4 sont renumérotées 801-824. Elles sont modifiées entre 1950 et 1962, par le montage de nouveaux moteurs de traction. En 1960, elles reçoivent la nouvelle numérotation Fe 4/4 1661-1685 et dès 1963, elles ont été renommées définitivement De 4/4, D étant une appellation internationalement reconnue.

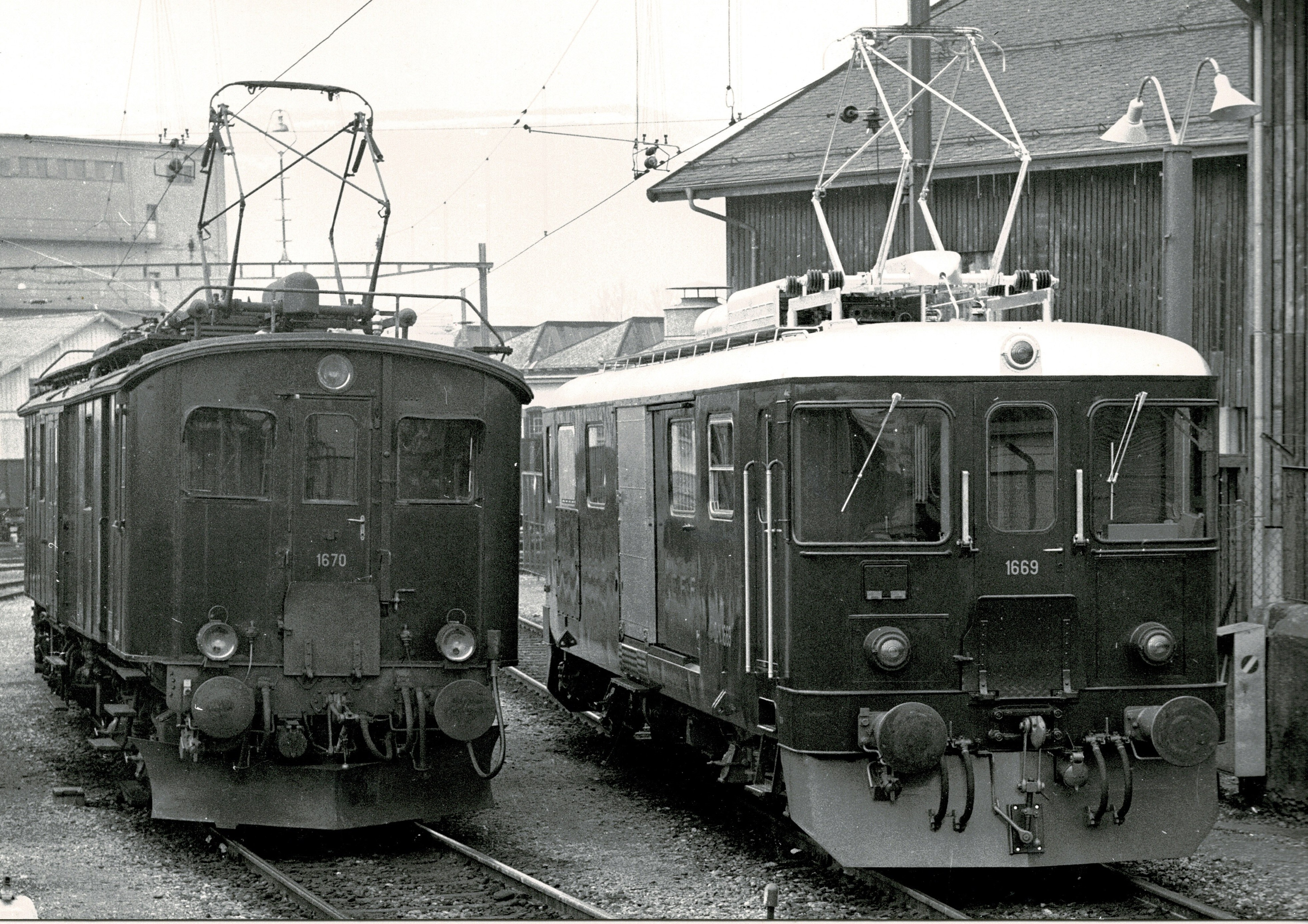
CFF locomotives Fe 4/4 et De 4/4.

Dès 1966, une partie des automotrices (1661-1671) sont modifiées, avec une nouvelle construction de la caisse en acier et une cabine de conduite permettant une position assise pour le chauffeur.
Les automotrices restantes avec caisse en bois sont mises au rebut à partir des années 1966. En 1980, les trois dépôts de Lausanne, Lucerne et Rorschach possédaient encore des automotrices, en acier pour les deux premiers et en bois pour celui de Rorschach.

### Be 4/4 12001
En 1972, l'automotrice 1685, à l'arrêt depuis 1967, fut transformée en locomotive d'essai par les Ateliers Principaux CFF d'Yverdon. Renommée Be 4/4 et renumérotée 12001, elle fut la première locomotive de Suisse, sinon du monde, à utiliser du courant triphasé pour ses moteurs de traction, par l’intermédiaire d'un convertisseur électronique.

Endommagée en 1975, elle fut démolie en décembre 1981. Un bogie avec deux moteurs à courant triphasé est conservé par le Musée Suisse des Transports à Lucerne.

## Retrait et préservation
Le retrait de machines en bois débute dès les années 1966, jusqu'en 1983. L'automotrice 1679 est conservée par CFF Historic, alors que la 1678 est conservée au Musée suisse des transports à Lucerne.